# Jeanne Selmersheim-Desgrange

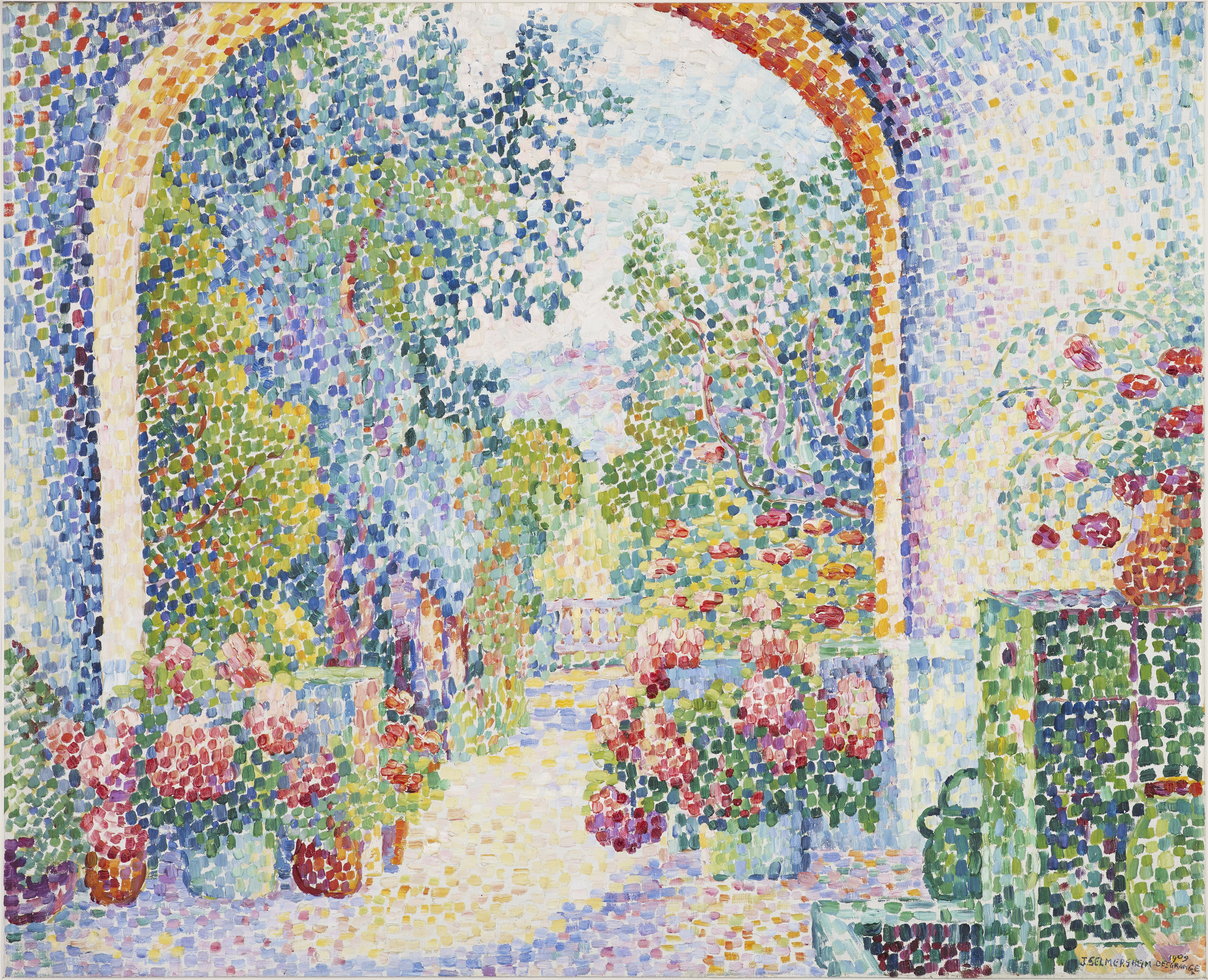
Peinture néo-impressionniste de Jeanne Selmersheim-Desgrange avec "des touches rectangulaires pour les rendre conformes aux formes naturelles du paysage". Étiquette de la galerie Indianapolis Museum of Art - Newfields.

Jeanne Adèle Selmersheim-Desgrange, née le 27 janvier 1877 à Paris, où elle est morte le 30 avril 1958, est une peintre néo-impressionniste française.

## Biographie
Elle est issue d'une famille d'artistes et d'architectes. Sa mère, Isabelle Toudouze (1850-1907) est peintre et illustratrice de modes comme sa grand-mère maternelle Adèle-Anaïs Colin Toudouze (1822-1899), épouse de l'architecte Auguste Gabriel Toudouze (1811-1854) et petite fille du peintre romantique Alexandre Colin.
Elle épouse en 1899 l'architecte et décorateur Pierre Selmersheim, ils ont trois enfants : Colette en 1900, Jean en 1904 et Poucette en 1907.
Elle rencontre Paul Signac en 1899 lorsqu'elle emménage avec son mari à Auteuil, au "Castel Beranger" un bâtiment art nouveau construit par l'architecte Hector Guimard. Signac était alors marié à Berthe Roblès. Elle est souvent décrite comme son élève, ses paysages et natures mortes néo impressionnistes ressemblent à celle de Paul. Les couples Selmersheim et Signac sont amis, lorsque Jeanne et Pierre quittent l'immeuble des Signac en 1904 ils continueront à se voir et seront invités en vacances à la Hune la propriété des Signac à St Tropez.
Paul Signac devient son compagnon en 1910. Jeanne divorce de Pierre Selmersheim en 1912. Signac restera marié à Berthe mais quitte le foyer conjugal pour vivre avec Jeanne dès 1912. Le 2 octobre 1913, Jeanne Selmesrsheim-Desgrange et Paul Signac ont une fille, Ginette, qui naît au Cap d'Antibes,,,, et que Signac et Berthe adopteront en 1927.
Par un testament de 1928, découvert tardivement, Signac a désigné Ginette comme sa légataire universelle. Celle-ci épousera Charles Cachin, fils de Marcel Cachin.
Les thèmes de prédilection des tableaux de Jeanne Selmersheim-Desgrange sont les fleurs et les jardins. Sa technique se caractérise par l'usage de traits vifs. Jeanne commence à exposer seule en 1901. En 1911 elle expose pour la première fois au salon des indépendants où elle montre trois toiles (Tulipes roses, Jardin de Versailles et Tulipes perroquets).
En juillet 1961, la peinture Les fleurs, par Jeanne Selmersheim-Desgrange, figure parmi les 57 peintures modernes dérobées au musée de l'Annonciade à Saint-Tropez.